# Mozkove, Trosteaneț
Mozkove (în ucraineană Мозкове) este un sat în comuna Boromlea din raionul Trosteaneț, regiunea Sumî, Ucraina.

## Demografie
Componența lingvistică a localității Mozkove
     Ucraineană (84,62%)
     Rusă (15,38%)
Conform recensământului din 2001, majoritatea populației localității Mozkove era vorbitoare de ucraineană (84,62%), existând în minoritate și vorbitori de rusă (15,38%).